# ناوشکن کلاس کابا
ناوشکن کلاس کابا (به انگلیسی: Kaba-class destroyer) یک کلاس از کشتی است که طول آن ۷۹٫۲ متر (۲۶۰ فوت) می‌باشد.